# オストロフ
座標: 北緯57度20分 東経28度21分 / 北緯57.333度 東経28.350度

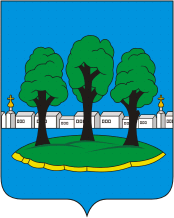
オストロフの紋章

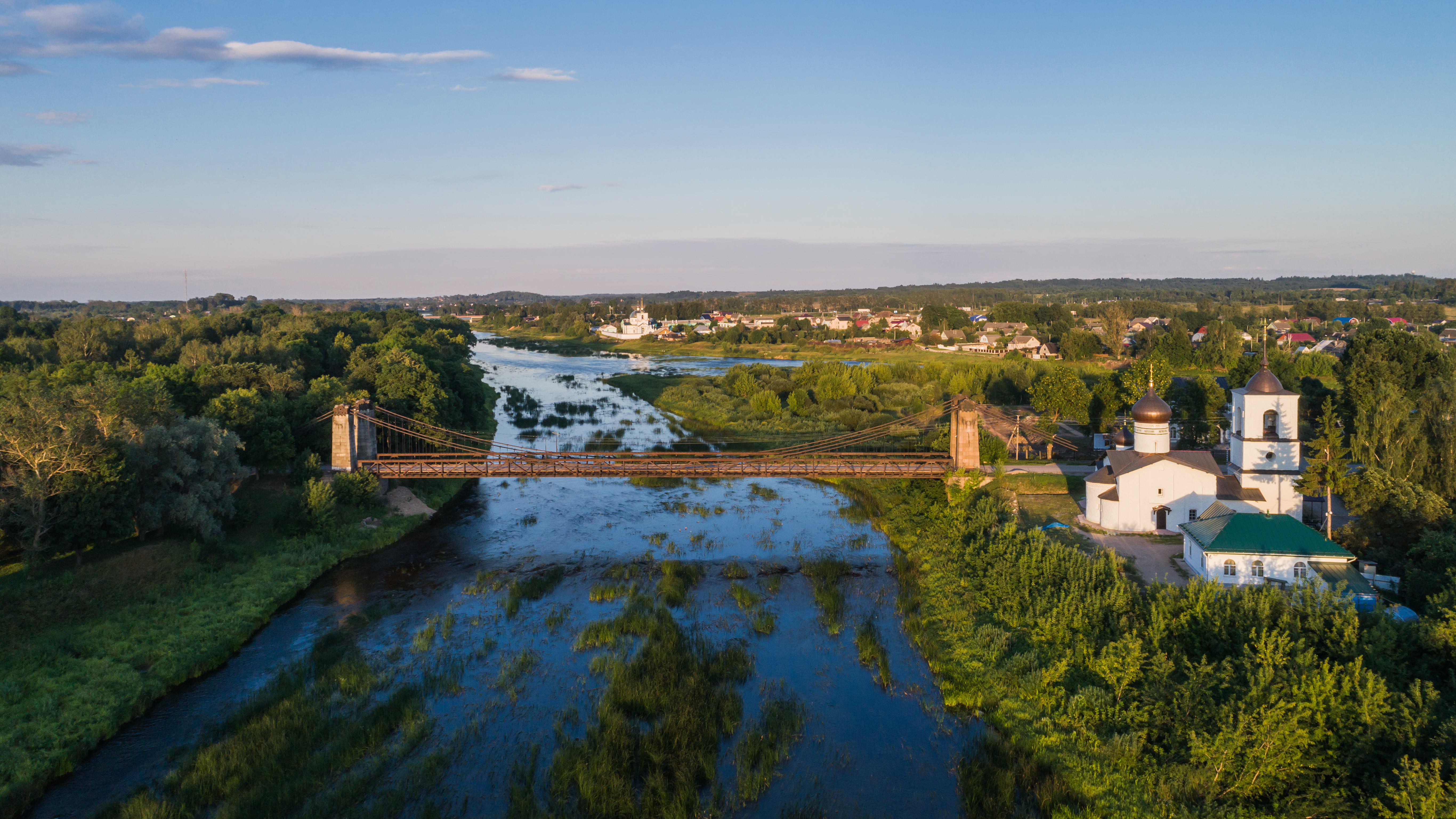

オストロフ（オーストロフ、ロシア語: Остров）は、ロシア北西部のプスコフ州にある町。人口は2万923人（2021年）。ヴェリーカヤ川沿いの町で、州都プスコフの上流（北）55kmの位置にある。
オストロフは1342年にプスコフ公国の要塞として建てられ、当時はヴェリーカヤ川の中州にあったことから島を意味する「オストロフ」の名がつけられた。ロシア諸公国の西の国境にあるオストロフは、15世紀から16世紀にかけて軍事上重要な要衝となっており、ポーランド・リトアニア共和国やスウェーデンなどの侵略を何度も受けた。1582年、リヴォニア戦争によりモスクワ大公国の領地となった。
中世にはロシアとバルト諸国との国境地帯として交易や防衛のため重視されたプスコフ地方は、17世紀以降次第に重要性を失い、18世紀初頭にはピョートル大帝によるバルト海沿岸地方の征服でついに国境の町でなくなった。18世紀後半には亜麻取引の町となり、1777年にはエカチェリーナ2世による改革で市の地位を与えられ、1790年から新古典様式の都市計画に基づく改造が行われた。第二次世界大戦ではオストロフはナチス・ドイツ軍に占領され、パルチザンによる抵抗やドイツ軍による処刑が行われた。
現在のオストロフは産業は少なく、食品工場や機械工場が点在する。周囲は亜麻などが栽培されている。
オストロフには1790年建設の新古典様式の至聖三者大聖堂のほか、1543年に建てられたプスコフ公国に典型的な様式の聖堂も残っている。近くには1853年に開通したヴェリーカヤ川を渡る古い鉄道用吊り橋もある。